# Tati (winkelketen)
Tati S.A. was een Franse winkelketen, die bekend stond om de verkoop van goedkope textielproducten. Naast winkels in Frankrijk, waren er winkels in de Verenigde Arabische Emiraten, Iran, Marokko, Tunesië en Saoedi-Arabië. De winkels wisten zich niet te vernieuwen in de competitieve kledingmarkt, waardoor het bedrijf na jaren van teruggang in 2020 uiteindelijk uit het winkelbeeld verdween.
In 2021 is het merk Tati nog in gebruik als webwinkel.

## Geschiedenis
Het Tati-beeldmerk werd in 1948 ontworpen door Jules Ouaki, een Sefardische joodse zadelmaker uit de wijk La Goulette in Tunis in Tunesië, die zich na de Tweede Wereldoorlog in Frankrijk vestigde. Als pionier op de markt voor goedkope textielartikelen begon hij op 50m² de eerste zelfbedieningswinkel Textile Diffusion in de wijk Barbès-Rochechouart in Parijs. Later verhuisde hij naar 4 Boulevard Barbès naar de locatie van brouwerij Dupont Barbès.
Jules Ouaki bedacht vervolgens de merknaam "Tati", een anagram van Tita, de bijnaam van zijn moeder Esther, aangezien het merk Tita al was geregistreerd. 
De combinatie van de presentatie van de koopwaar, het logo met het ginghampatroon, de merknaam en de slogan "Tati, les plus bas prix" (vertaald: Tati, de laagste prijzen), zorgden voor een snelle ontwikkeling van het bedrijf.
Tot 1978 had het merk één winkel, aan de boulevard de Rochechouart, die uitbreidde naar de aangrenzende straten. Vanaf die datum ontwikkelde het bedrijf zich en vestigde het zich in andere Parijse wijken aan de rue de Rennes, aan de rand van Place de la République, en vervolgens in andere steden in Frankrijk waaronder Nancy, Lille, Rouen, Marseille en Lyon.
Jules Ouaki stierf op 25 april 1983 op 67-jarige leeftijd aan de gevolgen van kanker. Gregory, de oudste zoon van Ouaki nam de leiding van zijn vader over. Hij kwam echter om bij een ongeval waarna het bedrijf haperde. In 1991 vroeg de weduwe van Jules Ouaki haar jongste zoon, Fabien Ouaki, die bij het bedrijf was gekomen op de inkoopafdeling, om het merk over te nemen. Fabien Ouaki kocht de familieaandelen van het bedrijf en nam de controle over het merk over. Daarna ging het weer bergopwaarts met Tati. Er werden zeven andere gespecialiseerde winkels geopend: Tati Or , Tati Mariage, Tati Vacances en Tati Optic  Daarnaast werden collecties ontwerpen door de modeontwerper Azzedine Alaïa met pied-de-poule patronen, die gepresenteerd werden door Naomi Campbell.
Vanaf 1994 vestigde de groep zich in Europa en in het buitenland: in 1996 in Zuid-Afrika en in 1998 in de Verenigde Staten. Op Fifth Avenue in New York werd een winkel met trouwjurken Tati Mariage geopend (die toen voor 20% bijdroeg aan de omzet van Tati).
Sinds 1993 was Tati verlieslatend door de opkomst van nieuwe merken zoals Kiabi, H&M en Zara. De textielmarkt verkeerde in een recessie en Tati, met zijn zeer lage prijzen, was een van de eerste merken die getroffen werd. Door een mislukte opschaling en diversificatie, marketingfouten door de eigenaar van het merk moest het bedrijf uitstel van betaling aanvragen. Het gevolg was dat Fabien Ouaki het bedrijf op 26 juli 2004 moest verkopen om de enorme schulden af te lossen.
Het merk werd voor 10 miljoen euro gekocht door Vetura, een 50% dochteronderneming van de Éram-groep. Daarnaast werd maximaal 4,5 miljoen euro geïnvesteerd in winkelvoorraden,  als onderdeel voor het opnieuw opstarten van de winkels. Tati was toen van plan meer dan vijftien winkels in Frankrijk te openen. Er waren ook projecten gepland in de Maghreb en in Oost-Europa, met name in Roemenië. 
In 2007 werd Tati voor 100% overgenomen door de Éram-groep, die de inconsistente diversificatie en voorraadafbouw verliet en de ontwerpproces overnam, waarbij 70% van de kleding in-house werd ontworpen door een team van stylisten.
Toen het merk in 2010 80 verkooppunten had in heel Frankrijk, opende het in mei zijn webshop, waarin meer dan 7.000 artikelen werden aangeboden. In 2011 was dit uitgebreid tot 15.000 artikelen.
In 2013 had het bedrijf 129 winkels in Frankrijk. Het doel was om zich niet langer te richten op 25% van de huishoudens die minder dan 20.000 euro per jaar verdienen, maar op 75% van de Franse vrouwen. In februari 2017 werd Éram uiteindelijk gedwongen haar dochteronderneming Agora te koop te zetten. Onder deze onderneming vielen Tati, Giga Store, Degrif'Mania en Fabio Lucci. Drie overnamebiedingen werden bestudeerd door de handelsrechtbank  van Bobigny, waaronder het voorstel van Philippe Ginestet, eigenaar van GiFi, waarin investeringen van enkele tienduizenden euro's werden voorgesteld.
Op 26 juni 2017 wees de handelsrechtbank van Bobigny de Gifi-groep aan als koper van Tati. Het bod van Gifi redde 1.428 banen van de 1.700 die bedreigd werden door de toezegging dat 109 van de 140 winkels voor minstens twee jaar behouden zouden blijven. Ondanks de investering van 150 miljoen euro bleek het herstel in juni 2018 "gecompliceerd". In juli werd plotseling een winkel gesloten in Chambray-lès-Tours.
Op 16 juli 2019 kondigde de Gifi-groep aan dat de Tati-winkels tegen 2020 over zouden gaan naar de merknaam GiFi, met uitzondering van het filiaal aan de Boulevard Barbès. 13 winkels zouden worden gesloten en circa dertig winkels zouden worden verkocht voor de opening van een nieuwe winkelketen. 189 banen werden bedreigd.
In de zomer van 2019 namen medewerkers contact op met de overheid om te protesteren tegen de door Tati geplande sluiting. De regering liet vakbondsvertegenwoordigers weten dat het door Tati opgestelde sociaal plan nauwlettend zal worden gevolgd om zoveel mogelijk banen te behouden.
In juli 2020 kondigde de directie de sluiting aan van de winkel aan de Boulevard Barbès in Parijs. De 34 medewerkers werden ontslagen. Vier andere winkels in de provincie werden gesloten en een vijfde in Agde (Hérault) werd verkocht.

## Diversificatie

### Tati Mariage
Tati Mariage bezat zo'n tachtig modellen bruidsjurken en had ook een breed assortiment aan accessoires.

### Tati Vacances
De licentie voor het exclusieve gebruik en de exploitatie van het merk Tati Vacances werd oorspronkelijk in 2000 verleend aan het bedrijf Comptoir Bleu. Vanaf 2002 ging de licentie van het merk Tati Vacances over naar de Karavel-groep.

### Tati Or
Er waren tweeëntwintig Tati Or-winkels in Frankrijk.